# Comuna Postolne
Postolne (în ucraineană Постольне) este o comună în raionul Sumî, regiunea Sumî, Ucraina, formată din satele Burceak, Likarske, Postolne (reședința) și Stepanenkove.

## Demografie
Componența lingvistică a comunei Postolne
     Ucraineană (95,14%)
     Rusă (4,03%)
Conform recensământului din 2001, majoritatea populației comunei Postolne era vorbitoare de ucraineană (95,14%), existând în minoritate și vorbitori de rusă (4,03%).